# Paddy Breathnach
Paddy Breathnach (1964- ) es un director de películas irlandés, nacido en Dublín. Dirigió películas como Man About Dog, Blow Dry y Shrooms. También, estuvo involucrado en la producción de The Mighty Celt y Ape.
Ha ganado galardones en varios festivales, incluido el Festival Internacional Thessaloniki de Cine, el Festival Internacional de Cine de San Sebastián y el Festival de Cine de Bogotá.

## Filmografía
- Viva (2015)
- Freakdog (2008)
- Shrooms (2006)
- Man About Dog (2004)
- Blow Dry (2001)
- I Went Down (1997)
- The Long Way Home (1995)
- Ailsa (1994)

## Premios y distinciones
Festival Internacional de Cine de San Sebastián
| Año  | Categoría                | Película                | Resultado |
| ---- | ------------------------ | ----------------------- | --------- |
| 1994 | Premio Nuevos Directores | Ailsa                   | Ganador   |
| 1997 | Premio del jurado        | El crimen desorganizado | Ganador   |
| 1997 | Premio Nuevos Directores | El crimen desorganizado | Ganador   |